# C/2008 H8 (SOHO)
C/2008 H8 (SOHO) – kometa jednopojawieniowa odkryta na zdjęciach SOHO przez Michała Kusiaka. Została odkryta 1 maja 2008 roku. Należy do grupy komet Kreutza.